# 铃木光
铃木光（日语：／ Suzuki Hikari，2002年11月19日—），日本女子花样游泳运动员，2022年世界游泳锦标赛自由组合银牌得主和集体自由自选铜牌得主、2023年世界游泳锦标赛集体技巧自选铜牌得主。

## 外部鏈接
- 铃木光在FINA（英语）